# Byard Lancaster
Byard Lancaster (6. srpna 1942 Filadelfie, Pensylvánie, USA – 23. srpna 2012 Wyndmoor, Pensylvánie, USA) byl americký jazzový saxofonista. Poté, co se přestěhoval do New Yorku začal vystupovat se saxofonistou Archie Sheppem a bubeníkem Elvinem Jonesem. V roce 1965 nahrával s Sunny Murrayem a o tři roky později vydal své první sólové album. Později nahrál řadu dalších vlastních alb a spolupracoval i s jinými hudebníky, mezi něž patří Odean Pope, Bill Laswell, McCoy Tyner nebo Memphis Slim. Zemřel na rakovinu pankreatu ve svých sedmdesáti letech.